# Francesco Ambrosoli
Francesco Ambrosoli, vereinzelt auch Franz Ambrosoli, (* 27. Januar 1797 in Como; † 25. November 1868 in Mailand) war ein italienischer Pädagoge, Philologe und Schriftsteller.

## Leben
Francesco Ambrosoli stammt aus dem italienischen Como, wo er 1797 geboren wurde. Er wurde in das Institut für Wissenschaft und Kunst der Lombardei aufgenommen und war Professor für Literatur und Ästhetik an der Universität Pavia. 1848 wurde er Direktor eines Gymnasiums in der Lombardei. Dieses Amt und seine Professur aber musste er abgeben, da man ihm Patriotismus vorwarf. 1868 starb er in Mailand.

## Wirken
Constant von Wurzbach beschreibt Ambrosoli anhand seiner Werke als einen geistreichen, gut gebildeten und gelehrsamen Mann. Mit seinem Manuale della lingua italiana, so Wurzbach weiter, verfasste er selbstständig und ohne sich an andere zu orientieren ein gutes Handbuch, das seinen Gegenstand klar und präzise darstelle. Weil er sich mit diesem Werk etablierte, erhielt er den Auftrag, italienische Lesebücher für die Schule zu schreiben. Infolgedessen verfasste er ein solches vierbändiges Werk für alle vier Gymnasialklassen. Auch in diesem Werk zeigte er sein Können als Pädagoge. Ferner verfasste er ein Werk über die italienische Literatur. Dieses wurde ebenfalls positiv aufgenommen. Auch davon abgesehen betätigte er sich schriftstellerisch und übersetzte andere Werke. Dabei zeigte er sich derart fähig, dass ihn die Regierung Österreichs mehrmals bat, Aufgaben zu erledigen. Er befasste sich speziell mit der italienischen, aber auch mit der deutschen Literatur und mit der griechischen, so schrieb er auch als Lehrwerk ein griechisches Wörterbuch.
1867 wurde er als korrespondierendes Mitglied in die Accademia della Crusca aufgenommen.

## Werke
- Elegia in morte di A. Bodei (1823)
- Manuale della lingua italiana (Mailand 1828, 2. Auflage 1829)
- Guida alla virtù per la via del diletto, opera di educazione morale (Milano 1829, 5 Bände)
- Il merito delle donne (1831)
- Manuale della letteratura italiana (1831; online bei Google Books)
- Letture italiane proposte […] agli Scolari (Wien 1853/1854)
- Commediole ad uso dell’infanzia dei due Sessi (Mailand, 3 Bände)